# إيدا سيكمان
إيدا سيكمان (بالألمانية: Ida Siekmann)‏ (23 أغسطس 1902 - 22 أغسطس 1961) ممرضة ألمانية أصبحت أول شخص معروف يموت علىجدار برلين، بعد تسعة أيام فقط من بداية بنائه.

## سيرة شخصية

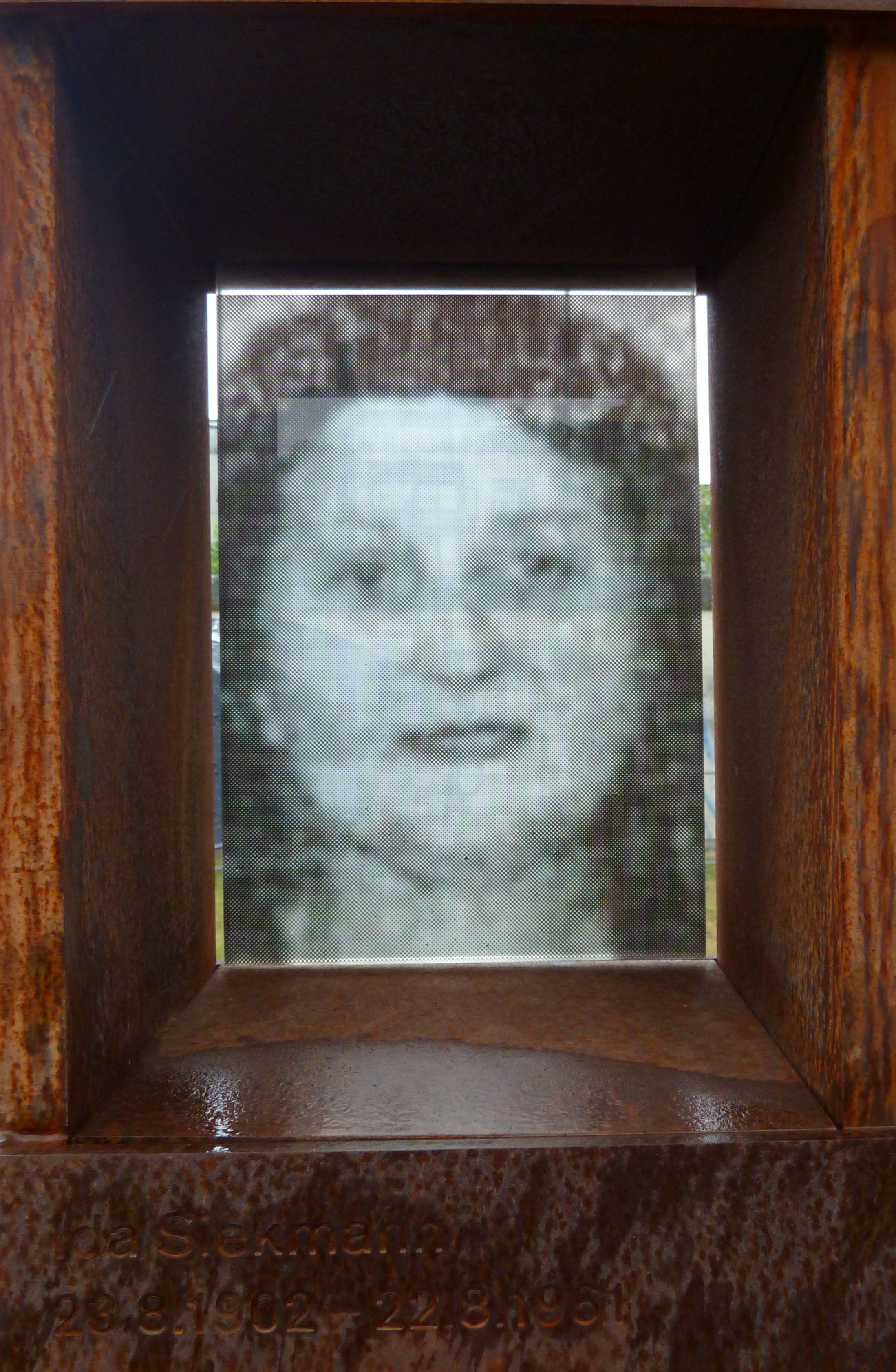
إيدا سيكمان، عند نافذة الذكرى، نصب جدار برلين التذكاري، بيرناور شتراسه (2011)

ولدت إيدا سيكمان في 23 أغسطس 1902، في غوركن بالقرب من Marienwerder، بروسيا الغربية في الإمبراطورية الألمانية (الآن Górki ، مقاطعة كويدزين، بولندا ). كانت قد انتقلت إلى برلين حيث عملت كممرضة، وبحلول أغسطس 1961 كانت بالفعل أرملة، على الرغم من أنه من غير المعروف متى كانت أرملة. 
بعد الحرب العالمية الثانية، تم تقسيم برلين إلى أربعة قطاعات تابعة للحلفاء، وبينما كان الشارع والرصيف في شارع Bernauer Straße يقعان في القطاع الفرنسي في برلين الغربية، تقع واجهة المباني في الجانب الجنوبي في القطاع السوفيتي في برلين الشرقية.. عبرت سيكمان بانتظام الحدود بين القطاعين الفرنسي والسوفيتي من خلال مغادرة منزلها.

## الموت
في 13 أغسطس 1961، بدأت ألمانيا الشرقية بناء جدار برلين، وبعد إغلاق الحدود بين برلين الشرقية والغربية مباشرة، فر العديد من العائلات والأفراد من 50 عنوانًا لـ Bernauer Straße إلى الغرب. في 18 أغسطس 1961، أمر زعيم ألمانيا الشرقية فالتر أولبريتشت قوات الحدود بتشييد المداخل والنوافذ في الطابق الأرضي للمباني على الجانب الجنوبي من الشارع. سيطر أعضاء المجموعات القتالية من الطبقة العاملة وشرطة الشعب الألمانية على كل شخص حاول الدخول إلى المنازل، وكان السكان يخضعون لضوابط صارمة، حتى في الممرات. لا يزال العديد من سكان هذه المساكن يفرون إلى برلين الغربية، حيث يتم إنقاذ سكان الطوابق العليا في كثير من الأحيان من خلال أوراق القفز التي فتحتها إدارة الإطفاء في برلين الغربية.